# Кікуґава (Сідзуока)

Кікуґа́ва (яп. 菊川市, きくがわし, МФА: [kʲikugawa ɕi̥]?) — місто в Японії, в префектурі Сідзуока. Розташоване в південно-західній частині префектури, на заході плато Макінохара, у басейні річки Кіку.   Виникло на основі постоялого містечка на Східноморському шляху. Отримало статус міста 2005 року. Площа становить 94,24 км². Станом на 1 серпня 2011 року населення складало 46 817  осіб, густота населення — 497 осіб/км².  Основою економіки є сільське господарство, вирощування чаю і динь, комерція.   